# Agulha hipodérmica

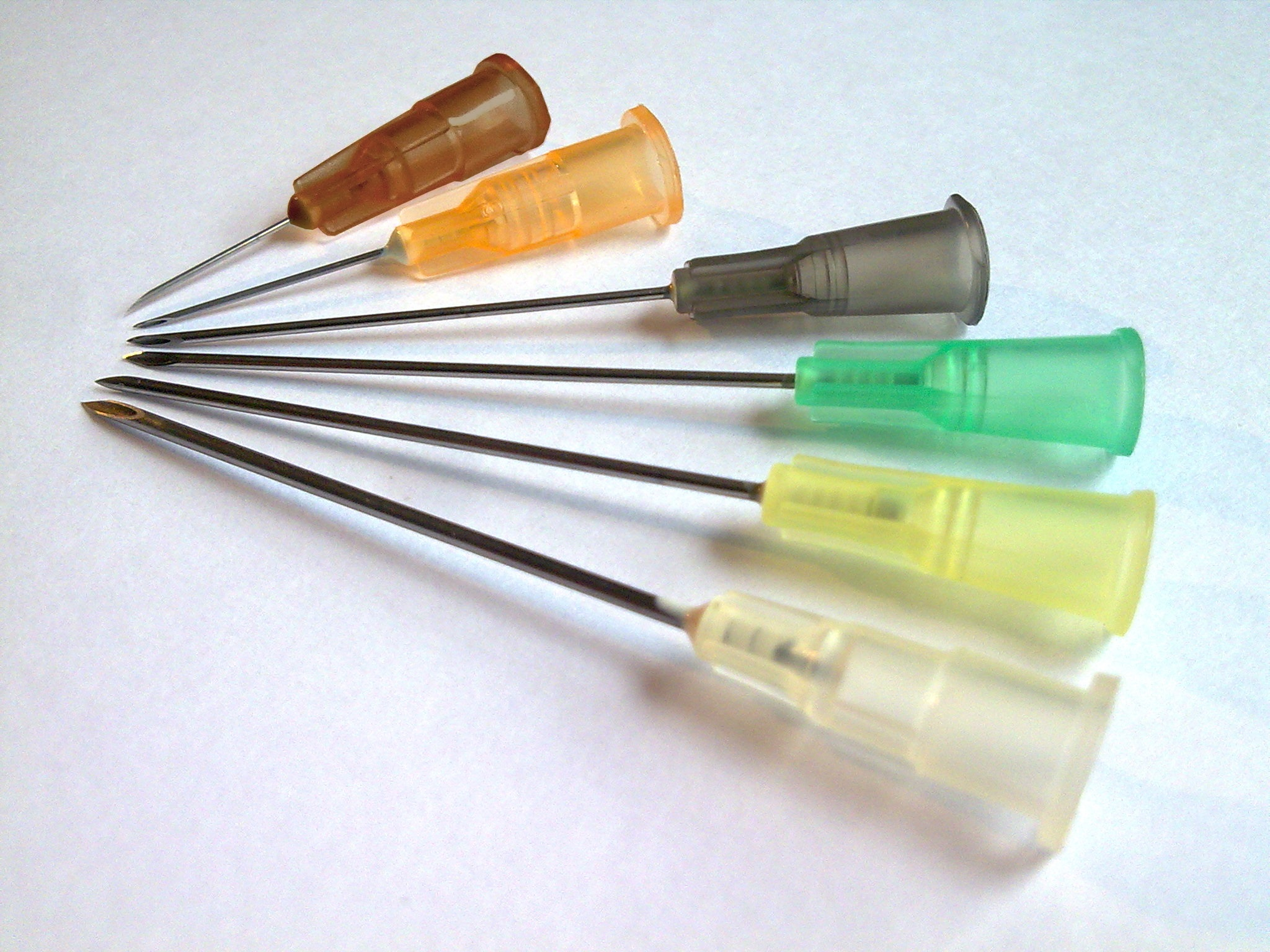
Diferentes agulhas hipodérmicas.

Agulha hipodérmica (do grego antigo: ὑπο-, hipo-, "de baixo" + δέρμα, derma, "pele") é um instrumento usado na medicina com a intenção de furar a pele e conseguir acesso intramuscular e intravascular, usado também para a infusão de medicamentos, extração de sangue, extração de fluidos e coleta de sangue destinada a diagnóstico in vitro.

## Classificação
Agulhas hipodérmicas são classificadas através da Birmingham Wire Gauge (BWG), (exceto os cateteres que são classificados pela escala francesa), as escalas mais usadas na medicina são entre a 7 (maior) a 33 (menor). A escala 21 é mais usada para coleta de sangue para exames, a 16 e 17 mais usada para doação de sangue.